# 棉花小魔女系列
棉花小魔女系列是日本游戏公司Success开发的游戏系列，属于横向卷轴射击游戏，游戏有分土星模式和街机模式，游戏里可以操作主角进行冰、风或火属性的魔法攻击、也可以将敌人拿起抛在空中进行组合攻击。

## 游戏
- 棉花小魔女
- 棉花小魔女100%
- 全景棉花小魔女
- 棉花小魔女2
- Cotton Boomerang: Magical Night Dreams
- 彩虹棉花小魔女
- Magical Pachinko Cotton
- 棉花小魔女重启
- 摇滚吧棉花小魔女/棉花小魔女 Rock'n'Roll